# 그녀도 여친
《그녀도 여친》(일본어: カノジョも彼女 가노조모 가노조[*])은 히로유키가 지은 일본의 만화다. 《주간 소년 매거진》(코단샤)에서 2020년 14호부터 2023년 25호까지 연재되었다. 2021년 8월 시점에서 누계 발행 부수는 100만 부를 돌파했다.
자신으로부터 교제를 신청받아 받아들여진 여자친구가 생긴 주인공이, 그 후 다른 히로인에게 고백받아 거절하지 못하고 양다리 상태가 되는 작품이다. 다만, 등장인물들의 몰상식하고 바보 같은 성격때문에 다행히, 걸쭉한 애증극은 되지 않고 코미디로 그려져 있는 것이 특징이다. 캐치 카피는 "네오 스탠다드 러브 코미디".

## 줄거리
고등학생이 된 주인공 무카이 나오야는 계속 마음을 품고 있던 소꿉친구 소녀인 사키 사키에게 교제를 신청해 받아들여져 연인 관계가 되지만, 얼마 지나지 않아 자신을 계속 생각하고 있었다고 하는 또 다른 소녀 미나세 나기사로부터 교제를 신청받는다. 당초에 사키가 있기 때문에 거절하려고 했던 나오야였지만, 나기사의 애처로움이나 매력에 마음이 움직여 고민 끝에, 삼자 합의하에서의 양다리 교제와 부모가 부재하고 있는 자신의 집에서의, 3명에 의한 동거를 제안한다. 당연히 극렬히 반대하는 사키였지만 나기사는 나오야와 함께 있을 수 있다면 하고 받아들이고 나기사의 애처로운 모습에 홀린 사키도 결국은 승낙, 세 사람은 나오야의 자택에서 비밀 동거 생활을 시작한다. 처음에는 마지못해 하던 사키도 나기사의 매력 등에 이끌려 셋이서의 생활을 즐겁다고 생각하게 되어 나기사와도 친해진다.
게다가 학교에서 나오야, 사키, 나기사가 몰래 모여 점심식사를 하고 있던 중 동급생으로서 미인 유튜버 미리카라고 불리는 호시자키 리카에게 그 광경을 들켜 세 사람의 관계를 알게 된다. 스토커 행위등을 두려워했기 때문에 보디가드 대신의 인간이 갖고 싶어진 밀리카는, 자신도 나오야의 여자친구로서 입후보하지만 나오야는 거부한다. 그 후 고집이 부려 더욱 진심으로 나오야에게 반한 미리카는 나오야의 집 마당에 텐트를 세우고 묵는 등, 거기서 쫓겨나도 나오야의 집 아파트로 이사오는 등 계속해서 나오야를 노린다.
또한 이전부터 사키의 절친한 친구인 키류 시노도 사키, 나오야, 나기사의 관계를 알게 된다. 실은 몰래 자신도 나오야를 좋아하고 있었기 때문에, 나오야가 '절친의 남자친구'가 아닌 '절친과 다른 여자에게 양다리 걸치고 있는 남자'가 된 것을 용서할 수 없어 더욱 자신도 나오야를 포기할 수 없게 되어, 3명에게 관여하게 된다.

## 등장인물
- 무카이 나오야(일본어: 向井 直也)

성우: 에노키 준야
신장: 170cm
생일: 12월 31일
좋아하는 음식: 바나나
좋아하는 동물: 개
본작의 주인공. 1학년 B반에 소속된 고등학생.
소꿉친구 사키를 좋아해, 초등학교 1학년 때부터 월 1회로 고백을 계속해, 고등학생이 되어서야 교제를 승낙받는다. 한편, 비슷한 시기에 자신에게 고백해 온 나기사에게도 끌리고 있어 어느 쪽을 선택할지 결정하지 못한 끝에 양다리 교제라는 타협안을 제시한다. 다만 이는 호색이나 단순한 우유부단함에 의한 것이 아니라 자신을 생각해 주는 양쪽 모두에게 진지하게 응답하기 위해 내놓은 답이며 둘 다 소중히 여긴다고 진심으로 생각한다.
성욕은 남달리 있고, 사키나 나기사와 셋이서 함께 성행위를 하고 싶다고 솔직하게 발언한 것이 사키에게 거부당했기 때문에 자제하고, 히로인들의 유혹이나 느닷없이 그런 상황이 와도 강인한 의지로 물리치고 있다. 미리카에 대해서는 미모와 노력가인 면을 평가해 호의를 자각하기까지 끌리고 있지만 사키와 나기사를 위해 세 다리 교제는 거부하고 있어 억지로 다가오는 미리카를 포기해 달라고 내심 민폐를 부리고 있다(악질 인터넷 방송인으로서 경찰에 신고한 적도 있다).
- 사키 사키(일본어: 佐木 咲)

성우: 사쿠라 아야네
신장: 161cm
생일: 4월 13일
좋아하는 음식: 파르페
좋아하는 동물: 개
나오야의 옆집에 사는 소꿉친구로 반 친구. 친한 친구에게 사키사키(サキサキ)라는 애칭으로 불린다. 밝고 건강하지만 충격적인 일이 있어도 자면 금방 잊어버리는 바보이기도 하다.
부모님과의 사이는 좋고, 나오야와의 동거 생활도 인정되고 있지만, '성과 이름이 같다면 귀여울까'라고 하는 안이한 발상으로 '사키'라고 이름이 지어진 것에 대해서는 복잡하게 생각하고 있다. 어머니는, 사키가 돌아올 때마다 나오야와의 사이를 자세히 묻거나, 사키가 나오야의 관심을 끌기 위한 코스프레 의상을 조사하거나 하는 등 극도의 사랑바보다.
나오야의 집과는 함께 가족여행을 가거나 어렸을 때 나오야와 함께 목욕을 한 적도 있는 등 가족끼리 어울렸던 것으로 알려졌다. 나오야와는 어릴 때부터 고백받있지만 나오야의 고백이 너무 억지스럽고 무겁다는 이유로 고등학교에 진학하기 전까지는 교제를 거절했다. 당초에 나오야의 비상식적인 양다리 교제안에 반대하지만, 자신도 나기사의 외모와 성격의 좋은 점 등에 끌렸기 때문에 마지못해 양다리와 동거 생활을 승낙한다. 그 후, 자신도 나기사에게 더욱 끌렸고, 나오야를 둘러싼 '라이벌'에서 나오야의 여자친구 중 한 사람으로서 나기사를 인정하고, 나오야에 대한 나기사의 태도에 대해 자신에게 너무 사양하지 말라고 하거나, 둘이서 함께 나오야를 압박하고 있다. 단지, 교제가 긴 것이 반대로 독이 되서, 나오야와의 신체적 접촉에 대해서는 진전이 느리고 나기사는 커녕 미리카 등에도 앞질러져 버리고 있어, 시노에게도 걱정받고 있다. 몇 번인가 분위기를 조성하려 했지만 부끄러워 나오야에게 폭력을 행사하거나 그보다 식욕 등을 우선시해 신체적 접촉을 잊어버리는 등 자신이 원인으로 실패하기만 한 상태다.
히로인 중에서는 가슴이 작은 체형이지만, 양다리를 주위에 흘리려고 한 나오야를 힘껏 비틀어 엎드리는 등 신체 능력은 높고, 학교에서는 농구부에 소속되어 있다. 벼락치기 공부라도, 계속 공부하고 있던 나오야와 동등한 정도의 시험 결과를 낼 수 있는 등, 학력도 있는 모양이다.
반에서는 나오야와는 공공연한 커플인 반면 나기사 등과의 관계는 알려져 있지 않다. 가끔 남자다운 대답을 하고 나오야를 때리는 등 격렬한 트집을 잡기도 하지만 소녀로서의 감정도 탄탄하고 남자다운 대답 등은 나오야에 대한 쑥스러움을 감추기도 한다. 또 나기사를 좋아하거나 시노와 친해지려고 한 것도 자신보다 빈유하고 귀엽기 때문이고, 게다가 그토록 적대시한 미리카와 절친한 친구가 되거나 한 것도 그것이 한 요인으로 나오야가 여러 여자아이를 업고 도와주었을 때도 '미소녀의 냄새는 기억하고 있다'라며 귀여운 여자아이를 좋아하는 면도 있다. 성적인 일에는 부끄러움을 보이면서도, 스마트폰의 검색 이력은 성적인 것 뿐이며, 나오야로부터 손을 내밀고 싶어하는 등 실은 흥미진진하고 귀에 익은 면을 가진다.
- 미나세 나기사(일본어: 水瀬 渚)

성우: 와키 아즈미
신장: 155cm
생일: 3월 18일
좋아하는 음식: 낫토
좋아하는 동물: 사랑앵무
나오야와 사키의 반 친구. 사키가 명확하게 언급하는 정도의 거유. 시력이 나빠 콘택트렌즈를 끼고 있다(중학교 시절까지는 안경을 썼다).
어릴 때부터 바보로 요령이 매우 나빠, 노력해도 공부나 운동 등 모든 일을 남들보다 못해서 우울해 했지만, 고교 수험의 회장에서 사키에게 몇 번 거절당하더라도 포기하지 않고 고백하는 나오야의 모습에 이끌린다. 고교 입학을 계기로 혼자 사는 것을 비롯해 나오야 고백에 대비해 체형을 가다듬기 위한 근력운동과 요리특훈에 힘썼지만 고백 당일까지 고교를 결석한 탓에 동급생들과 교우가 없었고 고백할 때까지는 나오야나 사키에게서도 반 친구로 인식되지 않았다.
예전부터 요령이 없는 데다 통학을 하지 않아 수업을 따라갈 수 없어 학교 성적은 매우 나쁘다(인수분해도 풀리지 않을 정도). 그러면서도 요리 기술은 엄청난 노력 끝에 익히고 있으며 꽤 능숙하다.
게임의 종류도 서투르고 수천 시간 플레이하고 있는데도 제대로 공략하지 못하고, 게다가 아군을 공격해 버리는 등 상당한 게임치.
옷의 센스도 그다지 좋다고는 할 수 없어 코디는 주로 사키에게 맡기고 있다.
- 호시자키 리카(일본어: 星崎 理香)

성우: 타케타츠 아야나
생일: 8월 1일
좋아하는 음식: 햄버거
좋아하는 동물: 사자
나오야과 같은 고등학교의 1학년 D반에 재적한다.
G컵의 가슴, 트윈테일로 묶은 금발과 덧니가 특징인 미소녀. 그 외모 때문에 교내의 남자로부터의 인기가 높다. 부모나 학교 몰래 5만명의 구독자를 거느린 인기 미튜버 미리카(ミリカ)로 활동하고 있다. 작중에서는 주로 미튜버로서의 이름인 '미리카'라고 불리며 본명으로 부르는 것은 시노와 학교내와 집안뿐이다.
친정은 부자 가정으로 아버지와 여동생 이렇게 3인 가족. 공부하지 않으면 장래의 선택지가 줄어든다며 공부를 강요하는 엄격한 아버지에게 반발하고 있지만, 그 의견에 일리가 있다고 인정하기도 해, '공부 이외에도 뭔가를 할 수 있는 자립적인 인간이 되고 싶다'라고 생각한 끝에 인터넷 방송인을 하게 된다. 침착하지 못한 유치한 성격에 성미가 거칠고 입도 나쁘지만 목표를 위해서라면 어떤 고난도 견뎌내는 근성을 지녔고, 현재의 미튜버로서의 지위도 처음에는 생각처럼 성과가 나지 않아 부단한 노력 끝에 쟁취한 것이다. 동영상의 내용은 자신의 가슴등을 강조한 섹시의 것이 많지만, 나오야로에게 아이디어나 궁리를 공들여 훌륭한 엔터테인먼트로 승화되고 있다는 평가를 받는다. 인터넷 방송으로 얻는 수입에 의해서 고교생에게는 맞지 않을 정도의 재력을 가지고 있어, 수 십만엔 단위의 지출도 개의치 않는다.
올린 동영상에 학교 교복이 비치는 실수를 범한 것으로, 나오야에게 정체가 알려진다. 양다리를 하는 나오야를 경멸하면서도, 시청자에 의한 스토커 행위에의 억제로서 나오야의 세 번째 여자친구가 되려고 하지만, '세 다리는 없다'라고 의연히 거절한 나오야에게 자존심이 상해, 자신을 돌아보게 하려고 나오야의 집의 정원에서 마음대로 텐트 생활을 시작한다. 나오야 일행의 계략으로, 그 텐트나 생활용품을 업자에게 철거당하고, 이윽고 자신을 데려오려고 나타난 아버지가 자신의 동영상 채널을 삭제당하지만, 지금까지의 자신의 노력을 평가하고 몸을 펴면서까지 아버지를 설득해 준 나오야에게 진심으로 호의를 품게 된다.
- 키류 시노(일본어: 桐生 紫乃)

성우: 타카하시 리에
생일: 11월 25일
좋아하는 음식: 고등어 막대 초밥
좋아하는 동물: 고양이
나오야의 반 친구로, 사키와는 중학교 시절부터의 친구다. 농구부 소속이다.
학교 성적은 항상 만점을 받을 정도로 1위이고, 스포츠 만능, 가사 솜씨도 우수하다는 미소녀이지만, 사키보다 더 작은 가슴이 고민이지만 사키는 그것이 매력이라고 말한다. 어긋난 점은 있지만, 법률 지식에 밝으며, 사키가 나오야에게 양다리를 당했다는 것을 알게 되면, '중혼 금지'라는 민법 조문을 꺼내 양다리를 그만두게 하려는 등 기본적으로 상식인이자 현실주의자. 침착해 보이고 성질이 급하고 감정적으로 잘 된다.
어려서부터 너무 우수한 탓에 남에게 무관심하고 고지식하고 엄격한 성격도 있어 그다지 친구관계가 좋지 않았지만, 초면부터 일방적으로 따라오는 사키를 싫어하면서도 어쩔 수 없이 물고 늘어지는 사이에 진정한 우정을 맺어갔다. 사키를 걱정하면서도 속으로는 바보라고 깔본다.
사키와 같은 시기에 알게 된 나오야에게 은밀한 호의를 품고 있어 약탈까지 할 생각은 하지 못했고 사키와의 우정을 우선시하고 물러나기는 했지만, 계속 생각을 버리지 못하고 있었다.고교도 친정에서 다닐 수 있는 학교를 부모가 원하면서 혼자 살고 싶다는 구실을 만들어 나오야와 같은 학교를 선택했다.
양다리에 대해 알고 나오야에게 분노를 느낄 정도로 환멸했지만, 그래도 나오야의 성실한 내면은 변하지 않았음을 느꼈다. 그리고 자신도 나오야에게 연인으로 받아들여질 여지를 느끼고, 또 사키가 나오야와의 신체적 접촉이 거의 없어 연애 감정의 진심도가 희박하다고 생각한 것으로부터, 생각이 본격적으로 재연한다. 자신이 나오야를 완전히 포기하기 위해서라도 사키 이외의 여성에게 나오야를 넘기지 않으려고 양다리 반대의 자세를 취하고, 나기사에게는 뻔뻔스럽다, 밀리카에게는 부끄러움이 없다고 매도하며 신랄한 태도로 대한다. 여름방학 돌입 후에는, '양다리가 안 되는 일이라고 몸소 설득하기 위해서'라고 하는 구실(본심은 나오야의 곁에 있기 때문)로 나오야의 집에 거주해도, 더욱더 나오야를 포기할 수 없게 되어 버린다.
- 호시자키 리사(일본어: 桐星崎 理沙)

성우: 코가 아오이
미리카의 여동생. 미리카의 어린 모습처럼 보이는 미소녀로 헤어스타일도 마찬가지인 트윈테일로 하고 있지만, 바보 같은 미리카와는 정반대로 침착하고 확고한 성격으로 정신 나이도 어른스럽다. 미리카는 건방지다고 부르면서도 자매 사이는 좋다.
미리카를 따라 미튜버 리사퐁으로도 활동하고 있으며 섹시 노선의 미리카와 달리 이곳은 나이에 맞는 귀여움과 게임 실력을 살리는 방향으로 구독자 1만 명 이상을 달성하고 있다.

## 서지 정보
- 히로유키 《그녀도 여친》 코단샤 〈코단샤 코믹스〉, 전 16권
  1. 2020년 6월 17일 발매[8], ISBN 978-4-06-519743-1
  2. 2020년 9월 17일 발매[9], ISBN 978-4-06-520747-5
  3. 2020년 11월 17일 발매[10], ISBN 978-4-06-521409-1
  4. 2021년 1월 15일 발매[11], ISBN 978-4-06-521960-7
  5. 2021년 4월 16일 발매[12], ISBN 978-4-06-522885-2
  6. 2021년 6월 17일 발매[13], ISBN 978-4-06-523588-1
  7. 2021년 8월 17일 발매[14], ISBN 978-4-06-524478-4
  8. 2021년 10월 15일 발매[15], ISBN 978-4-06-525143-0
  9. 2022년 1월 17일 발매[16], ISBN 978-4-06-526606-9
  10. 2022년 4월 15일 발매[17], ISBN 978-4-06-527541-2
  11. 2022년 6월 17일 발매[18], ISBN 978-4-06-528183-3
  12. 2022년 9월 16일 발매[19], ISBN 978-4-06-529133-7
  13. 2022년 11월 17일 발매[20], ISBN 978-4-06-529710-0
  14. 2023년 2월 17일 발매[21], ISBN 978-4-06-530629-1
  15. 2023년 4월 17일 발매[22], ISBN 978-4-06-531265-0
  16. 2023년 7월 14일 발매[23], ISBN 978-4-06-532187-4

## TV 애니메이션
연재 개시 당초부터 인기가 좋았고, 소년 매거진 연재 개시 8개월에 텔레비전 애니메이션화가 발표되었다. 2021년 7월부터 9월까지 마이니치 방송·TBS '아니메이즘' B2 프레임 등에서 방송되었다
제2기는 2022년 9월 16일에 제작이 발표되었다. 2023년 10월부터 12월까지 제1기와 같은 시간대에 방송되었다.

### 스태프
|                     | 제1기 | 제2기                                                                                           |
| ------------------- | --- | ----------------------------------------------------------------------------------------------- |
| 원작                | 히로유키 | 히로유키                                                                                        |
| 감독                | 쿠와바라 사토시 | 스즈키 타카토시                                                                                 |
| 시리즈 구성         | 오오치 케이이치로 | 오오치 케이이치로                                                                               |
| 캐릭터 디자인       | 토요타 아키코 | 하기와라 쇼코                                                                                   |
| 프롭 디자인         | 야마다 나츠미 시노하라 노부코 고토 노부마사 타카세 유리코 비트 村嶋李春 村嶋富美子 Re타케 みけちくわ 카와이시 테츠야 おちいしーたか 야코 히로시 사카이 히데유키 | 콘노 코이치                                                                                     |
| 미술 감독           | 사이토 마사미 | 미야케 마사카즈 마에즈카 타이치                                                                 |
| 색채 설계           | 아부라야 유미 | 세토 하루코                                                                                     |
| 촬영 감독           | 키무라 토시야 | 와다 노리코                                                                                     |
| 편집                | 우치다 아유무 | 나카바 유미코                                                                                   |
| 음향 감독           | 모토야마 사토시 | 모토야마 사토시                                                                                 |
| 음향 제작           | HALF H・P STUDIO | HALF H・P STUDIO                                                                                |
| 음악                | 사쿠라이 미키, 사이키 타츠히코 | 사쿠라이 미키, 사이키 타츠히코                                                                  |
| 음악                | 아오키 사야카 | 사쿠마 카나데 나카지마 준코                                                                     |
| 음악 프로듀서       | 미즈타 다이스케 | 미즈타 다이스케                                                                                 |
| 음악 제작           | 니치온 | 니치온                                                                                          |
| 음악 협력           | 미리카 뮤직 | 미리카 뮤직                                                                                     |
| 치프 프로듀서       | 후루카와 신, 타카하시 카즈아키 | 후루카와 신, 타카하시 카즈아키                                                                  |
| 치프 프로듀서       | 마에다 토시히로 하야시 히로유키 | 아오이 히로유키 후지와라 카즈히로 아키타 신고 요시타케 신타로                                   |
| 프로듀서            | 아오이 히로유키 히비 마사히로 핫토리 켄타로 우다가와 스미오 요시타케 신타로 나이토 소이치로                                                                     | 야마자키 히로아키 타치바나 코우 스기모토 미카 아라마키 다이스케 미야시타 토요시게 츠츠이 카즈오 |
| 애니메이션 프로듀서 | 오오사와 히로시 | 카이가 미사키                                                                                   |
| 애니메이션 제작     | 데즈카 프로덕션 | SynergySP                                                                                       |
| 제작                | 그녀도 여친 제작위원회 2021 | 그녀도 여친 제작위원회 2023                                                                     |

### 주제가
장난치는 거 아냐(ふざけてないぜ)
네크라이토키에 의한 제1기 오프닝 테마. / 작사·작곡 - 아사히 / 편곡 - 네크라이토키
핑키 후크(ピンキーフック)
아사쿠라 모모에 의한 제1기 엔딩 테마. / 작사·작곡 - 와타나베 쇼 / 편곡 - 쿠라우치 타츠야
드라마틱하게 사랑하고 싶어(ドラマチックに恋したい)
코다마 히카리에 의한 제2기 오프닝 테마. / 작사·작곡 - 코다마 히카리 / 편곡 - 이타이 나오키
Folila(ふぉりら)
ClariS에 의한 제2기 엔딩 테마. / 작사·작곡·편곡 - 시게나가 료스케
바다(海)
제2기 제24화 삽입곡. / 노래·작사·작곡 - 코다마 히카리 / 편곡 - 키요노 유쇼

### 방영 목록
| 화수   | 제목                                                 | 각본              | 그림 콘티                     | 연출              | 작화 감독 | 총작화 감독 | 방송일          |
| 제1기  | 제1기                                                | 제1기             | 제1기                         | 제1기             | 제1기 | 제1기 | 제1기           |
| ------ | ---------------------------------------------------- | ----------------- | ----------------------------- | ----------------- | --- | --- | --------------- |
| 제1화  | それが正しい道じゃなくても 그게 옳은 길이 아닐지라도 | 오오치 케이이치로 | 쿠와바라 사토시               | 하타 마사미       | 츠카사 타카하시 마호 류취안 조월 | 토요타 아키코 우스타니 히데유키 츠카사 우쿨레레 젠지로 코야마 유키 | 2021년 7월 3일  |
| 제2화  | 渚の気持ち 나기사의 마음                             | 오오치 케이이치로 | 쿠와바라 사토시               | 카네코 아츠지     | 코즈키 요스케 니시카와 마사토 비트 사카키바라 타이가 万代高富 홍유미 권혁정 송현주 이예승 김유진                                                                            | 토요타 아키코 우스타니 히데유키 타카하시 나기사 츠카사 우쿨레레 젠지로 류취안 諸葛孔敬                                                                                       | 7월 10일        |
| 제3화  | 三人の場所 세 사람의 장소                            | 모리타 마유미     | 쿠와바라 사토시               | 토모다 마사하루   | 이와사키 레이나 나가하시 켄타 류취안 코즈키 요스케 니시카와 마사토 키타지마 유키 후쿠이 미츠에 사카키바라 타이가                                                            | 토요타 아키코 우스타니 히데유키 | 7월 17일        |
| 제4화  | 彼女と彼女 그녀와 그녀                               | 이누카이 카즈히코 | 쿠와바라 사토시               | 후지시로 카즈야   | 김봉덕 김현경 조은경 우금영 이관우 사카키바라 타이가 비트 | 토요타 아키코 우쿨레레 젠지로 우지이에 아키오 타카하시 나기사 츠카사 송현주 諸葛孔敬 키타지마 유키                                                                           | 7월 24일        |
| 제5화  | 三人目!? 세 명째!?                                   | 오오치 케이이치로 | 쿠와바라 사토시               | 마에조노 후미오   | 김유선 임영식 김상리 송현주 이예승 김유진 홍인수 김강원 | 토요타 아키코 타카하시 나기사 우스타니 히데유키 우지이에 아키오 츠카사 코즈키 요스케 우쿨레레 젠지로 키타지마 유키 마에다 요시히로 류취안 장민호                             | 7월 31일        |
| 제6화  | ツンがデレ 까칠과 다정 사이                          | 오오치 케이이치로 | 쿠와바라 사토시               | 하타 마사미       | 周龍 孫偉 高璞玉 조월 諸葛子敬 羅陽 張圃文 房博雅 趙瑩萍 白欣燁 비트 | 토요타 아키코 우쿨레레 젠지로 우지이에 아키오 우스타니 히데유키 카네코 슌타로 마에다 요시히로 류취안 諸葛子敬 키타지마 유키 장민호 송진희                                    | 8월 7일         |
| 제7화  | 彼女たちのチャレンジ 그녀들의 도전                   | 이누카이 카즈히코 | 쿠와바라 사토시               | 카네코 아츠지     | 김봉덕 장재용 처영희 김현경 정지희 호승진 임수경 우금영 | 토요타 아키코 우쿨레레 젠지로 우지이에 아키오 우스타니 히데유키 류취안 諸葛孔敬 키타지마 유키 카네코 슌타로 장민호 송진희                                                    | 8월 14일        |
| 제8화  | どう見ても好き 아무리 봐도 좋아해                    | 모리타 마유미     | 쿠와바라 사토시               | 오노우에 코키     | Cerberus Suwarin Promjutikanon Chotanan Pipobworachai 카시와기 노부히로 시마부쿠로 토모카즈 코토부키 무로우 토쿠다 유메노스케 미나미 신이치로 모리타 유시 사카키바라 타이가 | 토요타 아키코 우지이에 아키오 우쿨레레 젠지로 우스타니 히데유키 타카하시 나기사 마에다 요시히로 키타지마 유키 카네코 슌타로 장민호 송진희 코즈키 요스케 쿠마타               | 8월 21일        |
| 제9화  | ツンのデレがバレ 까칠과 다정의 진실                  | 이누카이 카즈히코 | 나시다 미나미 쿠와바라 사토시 | 후카세 시게루     | 박애리 홍유미 송현주 | 토요타 아키코 우지이에 아키오 우쿨레레 젠지로 타카하시 나기사 우스타니 히데유키 코즈키 요스케 키타지마 유키 諸葛子敬 류취안 장민호 송현주                                    | 8월 28일        |
| 제10화 | 温泉楽しみ 온천을 기대해                             | 모리타 마유미     | 카메이 타카시 쿠와바라 사토시 | 마에조노 후미오   | 배근영 황영식 박선옥 강현국 사카키바라 타이가 비트 | 토요타 아키코 우지이에 아키오 우쿨레레 젠지로 우스타니 히데유키 코즈키 요스케 마에다 요시히로 류취안 장민호 카네코 슌타로 송진희 송현주                                      | 9월 4일         |
| 제11화 | 温泉でありがちなこと 온천에서 있을 법한 일           | 오오치 케이이치로 | 쿠와바라 사토시               | 우에마 유리       | 김현경 이관우 처영희 정지희 호승진 임수경 조은경 | 토요타 아키코 우지이에 아키오 우쿨레레 젠지로 우스타니 히데유키 타카하시 나기사 송진희 유승희 카네코 슌타로 장민호 마에다 요시히로 류취안 spring river                       | 9월 11일        |
| 제12화 | カノジョも彼女 그녀도 여친                           | 오오치 케이이치로 | 쿠와바라 사토시               | 무토 키미하루     | 윤정혜 홍유미 박애리 황영식 김기남 황일진 HANIL Animation 사카키바라 타이가 비트 羅陽 張圃文                                                                                | 토요타 아키코 우지이에 아키오 우쿨레레 젠지로 우스타니 히데유키 타카하시 나기사 츠카사 코즈키 요스케 카와무라 유야 카네코 슌타로 장민호 마에다 요시히로 송현주 송진희 류취안 | 9월 18일        |
| 제2기  |                                                      |                   |                               |                   | | |                 |
| 제13화 | いけいけゴーゴー夏休み 가자 가자 Go Go 여름 방학     | 오오치 케이이치로 | 스즈키 타카토시               | 스즈키 타카토시   | 후타후사 사이토 다이스케 타마키 노리히코 마키타 카즈아키 | 마츠다 리온 모모 마사히로 시게마츠 하루카 아사야마 코하루 | 2023년 10월 7일 |
| 제14화 | いらっしゃい紫乃さん 어서 와 시노                    | 오오치 케이이치로 | 마츠이 히토유키               | 마노 아키라       | 나이토 케이 히키 마사시 | 모모 마사히로 시게마츠 하루카 아사야마 코하루 | 10월 14일       |
| 제15화 | しっかりして 정신 바짝 차려                          | 오오치 케이이치로 | 스즈키 타카토시               | 와타나베 하루카   | 와타나베 마유미 후타후사 마키타 카즈아키 요시다 하지메 趙小川 | 와타나베 마유미 마츠다 리온 모모 마사히로 시게마츠 하루카 아사야마 코하루 | 10월 21일       |
| 제16화 | カノジョと花火 그녀와 불꽃놀이                       | 이누카이 카즈히코 | 오쿠무라 요시아키             | 사이토 슈지       | 최현식 박순옥 박지윤 이승희 주현우 김명현 김상민 | 모모 마사히로 시게마츠 하루카 아사야마 코하루 | 10월 28일       |
| 제17화 | カノジョと覚悟 그녀와 각오                           | 오오치 케이이치로 | 마츠이 히토유키               | 마츠이 히토유키   | 아라마키 소노미 콘노 코이치 마키타 카즈아키 와타나베 마유미 이카이 카즈유키 타카하시 코헤이                                                                                 | 와타나베 마유미 모모 마사히로 시게마츠 하루카 아사야마 코하루 | 11월 4일        |
| 제18화 | カノジョの覚悟 그녀의 각오                           | 이누카이 카즈히코 | 마츠이 히토유키               | 하타 요시토       | 김대정 박미현 | 모모 마사히로 시게마츠 하루카 아사야마 코하루 | 11월 11일       |
| 제19화 | カノジョたちとの夜 그녀들과의 밤                     | 오오치 케이이치로 | 스즈키 타카토시               | 오쿠무라 요시아키 | 박송화 박연주 김정우 조은경 | 하기와라 쇼코 와타나베 마유미 모모 마사히로 시게마츠 하루카 아사야마 코하루                                                                                                  | 11월 18일       |
| 제20화 | ゆずれない想い 양보할 수 없는 마음                   | 이누카이 카즈히코 | 니시타 마사요시               | 와타나베 하루카   | 콘노 코이치 하기와라 쇼코 마키타 카즈아키 와타나베 마유미 후타후사 호성진                                                                                                   | 하기와라 쇼코 와타나베 마유미 | 11월 25일       |
| 제21화 | カノジョとバカンス 그녀와 바캉스                     | 오오치 케이이치로 | 오쿠무라 요시아키             | 사이토 슈지       | 박송화 박연주 김정우 조은경 無錫市櫻花卡通有限公司 | 하기와라 쇼코 와타나베 마유미 아라마키 소노미 마키타 카즈아키 모모 마사히로 시게마츠 하루카 아사야마 코하루                                                                  | 12월 2일        |
| 제22화 | カノジョの決意 그녀의 결의                           | 이누카이 카즈히코 | 하토리 준                     | 하타 요시토       | 박민지 원미나 박송화 박순옥 김대정 박미현 류형진 | 하기와라 쇼코 와타나베 마유미 모모 마사히로 시게마츠 하루카 아사야마 코하루                                                                                                  | 12월 9일        |
| 제23화 | カノジョの決意 それから。 그녀의 결의 그 후.         | 오오치 케이이치로 | 니시타 마사요시               | 오쿠무라 요시아키 | 박송화 박연주 김정우 조은경 | 하기와라 쇼코 와타나베 마유미 마키타 카즈아키 아라마키 소노미 모모 마사히로 시게마츠 하루카 아사야마 코하루                                                                  | 12월 16일       |
| 제24화 | カノジョの決意 そして。 그녀의 결의 그리고.          | 오오치 케이이치로 | 스즈키 타카토시               | 스즈키 타카토시   | 하기와라 쇼코 와타나베 마유미 콘노 코이치 마키타 카즈아키 아라마키 소노미 후타후사 토미나가 카즈요                                                                          | 하기와라 쇼코 와타나베 마유미 | 12월 23일       |

### BD / DVD
| 권    | 발매일          | 수록화          | 규격 품번 | 규격 품번 |
| 권    | 발매일          | 수록화          | BD        | DVD       |
| 제1기 | 제1기           | 제1기           | 제1기     | 제1기     |
| ----- | --------------- | --------------- | --------- | --------- |
| 1     | 2021년 10월 6일 | 제1화 - 제3화   | HPXN-321  | HPBN-321  |
| 2     | 2021년 11월 5일 | 제4화 - 제6화   | HPXN-322  | HPBN-322  |
| 3     | 2021년 12월 3일 | 제7화 - 제9화   | HPXN-323  | HPBN-323  |
| 4     | 2022년 1월 7일  | 제10화 - 제12화 | HPXN-324  | HPBN-324  |
| 제2기 |                 |                 |           |           |
| 上    | 2024년 2월 2일  | 제1화 - 제6화   | HPXN-491  |           |
| 下    | 2024년 3월 6일  | 제7화 - 제12화  | HPXN-492  |           |

| 마이니치 방송·TBS 아니메이즘 B2 | 마이니치 방송·TBS 아니메이즘 B2 | 마이니치 방송·TBS 아니메이즘 B2                                      |
| 이전 작품                       | 작품명                          | 다음 작품                                                            |
| ------------------------------- | ------------------------------- | -------------------------------------------------------------------- |
| 순백의 소리                     | 그녀도 여친                     | 15주년 기념 코드 기어스 반역의 를르슈 (HD 디지털 리마스터판) ※재방송 |
| 야무진 고양이는 오늘도 우울     | 그녀도 여친 Seoson 2            | 하이큐!! 네코마 셀렉션 ※재방송                                       |

### 내용주
1. ↑  MBS, 코단샤, NBC유니버설 엔터테인먼트, SynergySP, 닛테레 Wands, 닛카쓰

### 참조주
1. ↑  “僕にはどちらも選べない！「アホガール」ヒロユキの新連載「カノジョも彼女」週マガで”. 《코믹 나탈리》. 나타샤. 2020년 3월 4일. 2020년 6월 17일에 확인함.
2. ↑  “ヒロユキ「カノジョも彼女」が週マガで完結、最終回記念のプレゼント企画も”. 《코믹 나탈리》. 나타샤. 2023년 5월 24일. 2023년 5월 24일에 확인함.
3. ↑  《주간 소년 매거진》 2021년 38호 게재화(제69화)의 표기에서.
4. ↑  MANTANWEB編集部 (2021년 7월 2일). “注目アニメ紹介：「カノジョも彼女」　「マガジン」の“ネオスタンダードラブコメ”　美少女と二股！？”. MANTANWEB. 2023년 12월 23일에 확인함.
5. 1 2 3 4 5 6  “アニメ「カノジョも彼女」榎木淳弥・佐倉綾音・和氣あず未ら出演、ティザーPVも”. 《코믹 나탈리》. 나타샤. 2021년 3월 28일. 2021년 3월 28일에 확인함.
6. ↑  애니메이션 제10화
7. 1 2  “アニメ「カノジョも彼女」Season2は10月放送開始、理沙役は古賀葵”. 《코믹 나탈리》 (나타샤). 2023년 3월 25일. 2023년 3월 31일에 확인함.
8. ↑  “カノジョも彼女 (1)”. 《講談社コミックプラス》. 2020년 6월 17일에 확인함.
9. ↑  “カノジョも彼女 (2)”. 《講談社コミックプラス》. 2020년 9월 17일에 확인함.
10. ↑  “カノジョも彼女 (3)”. 《講談社コミックプラス》. 2020년 11월 17일에 확인함.
11. ↑  “カノジョも彼女 (4)”. 《講談社コミックプラス》. 2021년 1월 15일에 확인함.
12. ↑  “カノジョも彼女 (5)”. 《講談社コミックプラス》. 2021년 4월 16일에 확인함.
13. ↑  “カノジョも彼女 (6)”. 《講談社コミックプラス》. 2021년 6월 17일에 확인함.
14. ↑  “カノジョも彼女 (7)”. 《講談社コミックプラス》. 2021년 8월 17일에 확인함.
15. ↑  “カノジョも彼女 (8)”. 《講談社コミックプラス》. 2021년 10월 15일에 확인함.
16. ↑  “カノジョも彼女 (9)”. 《講談社コミックプラス》. 2022년 1월 17일에 확인함.
17. ↑  “カノジョも彼女 (10)”. 《講談社コミックプラス》. 2022년 4월 15일에 확인함.
18. ↑  “カノジョも彼女 (11)”. 《講談社コミックプラス》. 2022년 6월 17일에 확인함.
19. ↑  “カノジョも彼女 (12)”. 《講談社コミックプラス》. 2022년 9월 16일에 확인함.
20. ↑  “カノジョも彼女 (13)”. 《講談社コミックプラス》. 2022년 11월 17일에 확인함.
21. ↑  “カノジョも彼女 (14)”. 《講談社コミックプラス》. 2023년 2월 17일에 확인함.
22. ↑  “カノジョも彼女 (15)”. 《講談社コミックプラス》. 2023년 4월 17일에 확인함.
23. ↑  “カノジョも彼女 (16)”. 《講談社コミックプラス》. 2023년 7월 14일에 확인함.
24. ↑  “漫画『カノジョも彼女』連載8か月でTVアニメ化、来年放送 マガジンの人気ラブコメ”. 《ORICON NEWS》. oricon ME. 2020년 11월 17일. 2020년 11월 17일에 확인함.
25. ↑  “『カノジョも彼女』7月放送開始 キャストは榎木淳弥、佐倉綾音、和氣あず未、竹達彩奈、高橋李依”. 《ORICON NEWS》. oricon ME. 2021년 3월 28일. 2021년 3월 28일에 확인함.
26. ↑  “第2期制作決定！”. 《TV 애니 '그녀도 여친' 공식 사이트》. 2022년 9월 16일. 2022년 9월 16일에 확인함.
27. 1 2 3 4  “TVアニメ『カノジョも彼女』Season2が10月6日より放送開始！ オープニングテーマに小玉ひかりさん、エンディングテーマにClariSが決定”. 《アニメイトタイムズ》. アニメイト. 2023년 8월 30일. 2023년 8월 30일에 확인함.
28. 1 2  “オープニング＆エンディングテーマ解禁！”. 《TV 애니 '그녀도 여친' 공식 사이트》. 2021년 5월 19일. 2021년 5월 19일에 확인함.
29. ↑  “Blu-ray & DVD”. 《TVアニメ「カノジョも彼女」公式サイト》. 2023년 7월 14일에 확인함.
30. ↑  “Blu-ray”. 《TVアニメ「カノジョも彼女」Season 2 公式サイト》. 2023년 10월 7일에 확인함.